# كارونغا كيتا
كارونغا كيتا (22 أغسطس 1941 في توكوتو) (بالفرنسية: Karounga Keita) لاعب ومدرب كرة قدم مالي معتزل وحاليا يتولى منصب رئيس نادي الدرجة الممتازة دجوليبا المالي منذ 1990.
لعب كيتا في أندية سبورت أفريك ، دجوليبا (1960-1962) بوردو (1963-1969).